# Gino Manzares
Gino Manzares, właśc. Giovanni Manzares (ur. 15 sierpnia 1993 w Anaheim) – amerykański żużlowiec.

## Życiorys
Brązowy medalista indywidualnych mistrzostw Stanów Zjednoczonych młodzików (2008). Dwukrotny medalista indywidualnych mistrzostw Stanów Zjednoczonych juniorów: srebrny (2012) oraz brązowy (2010). Złoty medalista indywidualnych mistrzostw Stanów Zjednoczonych juniorów federacji AMA (2012). Złoty medalista indywidualnych mistrzostw Stanów Zjednoczonych na długim torze federacji AMA (2013). Reprezentant Stanów Zjednoczonych w rozgrywkach o Drużynowy Puchar Świata (2013 – V miejsce w klasyfikacji końcowej). Finalista indywidualnych mistrzostw świata juniów (2014).
W lidze brytyjskiej reprezentant klubu Ipswich Witches (2014).